# Platypalpus vulgaris
Platypalpus vulgaris är en tvåvingeart som först beskrevs av Johann Wilhelm Meigen 1804.  Platypalpus vulgaris ingår i släktet Platypalpus och familjen puckeldansflugor. Inga underarter finns listade i Catalogue of Life.